# Crenimugil
Crenimugil là một chi cá đối được tìm thấy tại Ấn Độ Dương và Thái Bình Dương.

## Loài
Hiện nay có 2 loài được ghi nhận trong chi này:
- Crenimugil crenilabis (Forsskål, 1775): cá đối môi ria, cá đối môi dày.
- Crenimugil heterocheilos (Bleeker, 1855): cá đối ria ngắn.